# Marcus Aurelius római császár
Imperator Caesar Marcus Aurelius Verus Augustus, általánosan elterjedt néven Marcus Aurelius császár, született Marcus Annius Catillius Severus (Róma, 121. április 26. – Vindobona vagy Sirmium, 180. március 17.) – a Római Birodalom császára (161 – 180), sztoikus filozófus, író. 
Machiavelli szerint az "öt jó császár"  közül az utolsó, ő a "római béke" időszakának utolsó császára is, a viszonylagos stabilitás időszakának utolsó császára, amely még Augustus uralkodása alatt kezdődött.
Uralkodását katonai konfliktusok jellemezték. Keleten a Római Birodalom sikeresen harcolt az újjáéledt Pártus Birodalommal és a lázadó Örmény Királysággal. Marcus Aurelius legyőzte a markomannokat, a kvádokat, a szarmata jazigokat a markomann háborúkban. Ezek és más germán népek azonban továbbra is fenyegetést jelentettek a birodalom számára és a fegyverszünet ellenére nagyon gyorsan kiújultak a fegyveres konfliktusok. Ezenkívül 165-166 körül kitört az ún. „antoninusi pestis” néven ismert súlyos járvány, amely hosszú időn át pusztította a birodalom lakosságát.
Az uralkodása végén, 170 és 180 között született Elmélkedések  című írásai jelentős forrásai az ókori sztoikus filozófia modern kori megértésének. Ezeket az írásokat filozófusok, uralkodók és politikusok méltatták még évszázadokkal a halála után is.

## Élete

### Családja és ifjúkora
Ragadványneve Verus helyett anyai nagyapja után lett Catillius Severus. Dédapja Marcus Annius Verus Hispaniából származott, családjából ő lett először szenátor. Nagyapja – szintén Marcus Annius Verus – Vespasianus idején kezdte politikai karrierjét és Hadrianus idején már harmadszor volt consul és Róma praefectusa.
Apja Marcus Annius Verus, praetor, Antoninus Pius császár feleségének fivére, anyja Domitia Lucilla. Előkelő hispániai (Baetica provincia, Ucubi kisváros), konzuli család (Annius) fia, az Antoninusok császári házának rokonságához tartozott. Édesapja korán meghalt, nagyapja nevelte és kisgyermek korától Róma leggazdagabb, patriciusok lakta részén (Collis Caelius) élt. – Fiatalon Hadrianus császár kedvelte tehetségéért, művelődési készségéért, igazságra törekvéséért, tetterejéért. – Kora gyermekkorának tanítói után tanárai közt volt Diognetus, Alexander Cotiaeum, Trosius Aper és Tuticius Proculus. Bölcseleti (retorikai) tanulmányokkal foglalkozott Herodes Atticus, Marcus Cornelius Fronto és Junius Rusticus vezetésével. Görög nyelvre, irodalomra Aninus Macer, Caninius Celer és Herodes Atticus oktatták, míg filozófiából Quintus Junius Rusticus és Apollóniosz Chalcedon személyes ismertsége volt rá a legnagyobb hatással. Formális tanulmányait a jogtudomány megismerésével fejezte be. Műveltségével – különösen görögtudásával – korának arisztokrata fiataljai közül is kiemelkedett.
Már hatéves korában – Hadrianus ajánlásával, szokatlanul fiatalon – a lovagrend (Ordo equester) tagja lett (127), majd – ugyancsak kivételezett módon – bekerült a Salii papi kollégiumba (128), ahol az évente sorra kerülő ünnepségeken nagyon komolyan teljesítette feladatait, amikre később is megelégedéssel, örömmel emlékezett vissza. Kora ifjú éveit Rómán kívül, a Birodalom határán vagy vidéken igazgatási munkával, a helyi ügyek intézésével töltötte. Amikor visszatért a városba (135), fiatal arisztokratákkal és a császári család tagjaival együtt dolgozott a Róma városának, kikötőinek, valamint a város környékének alapvető hatósági ügyeit intéző prefektusi hivatalban, részt vett vallási ünnepek megszervezésében is. Ezzel a munkával gyakorlatában ismerte meg a közigazgatás szinte minden területét, feladatát. – Quaestor (139), majd konzul (140) volt, de megismerkedett a Birodalom pénzügyeivel és a pénzügypolitikával is (triumvir monetalis). Végül Tribunicia potestas lett (147).
Hadrianus halála után Antoninus Pius, Hadrianus kívánságát teljesítve, Lucius Verussal együtt adoptálta (138). A következő években magas tisztségeket töltött be, és 145-ben feleségül vette a császár lányát, Faustinát (Annia Galeria Faustina II – 130–176). Fogadott apjának, apósának hű és meghitt fiaként/barátjaként osztozott az uralkodás gondjaiban és jártasságot szerzett a császári hatalommal járó feladatok megoldásában. Miután megismerkedett a sztoicizmus eszméivel, azoknak megfelelően igyekezett élni. Így lett a sztoicizmus egyik legjelentősebb római képviselője. Császárként, a birodalmat ért súlyos csapások alatt is bátorságával, kötelességei kitartással történő teljesítésével, ha kellett az egyéni örömökről való lemondással, önmegtartóztatással, sokszor kimerülten és kételkedve, a konfliktusokban a természet törvényeinek megfelelően rendezett élettel, az emberi életben a tökéletesség felé törekedve is a sztoikus erényeket követte, azoknak szentelte magát.
„Szerezd… meg magadnak azt, ami… tőled függ: légy őszinte, méltóságteljes, munkabíró, ne hajhászd az élvezetet, ne elégedetlenkedj sorsoddal, légy kevéssel beérő, jóindulatú, szabad, komoly, keresetlen, nagylelkű. Nem érzed-e, hogy mennyi mindent meg tudnál szerezni, amire nem hozhatod fel kifogásnak az alkalmatlanságot, a rátermettség hiányát? Te pedig szántszándékkal alatta maradsz a mércének? Vajon a rátermettség hiánya kényszerít rá, hogy zúgolódj, az élethez görcsösen ragaszkodj, hízelegj, testi állapotodat okold, hogy tetszelegj, hogy komolytalan légy, hogy lelkednek annyi nyugtalanságot okozz? Nem!, az istenekre nem! Mindezeket a hibákat már régen levetkőzhetted volna, s legföljebb csak azzal vádolhatnának, hogy valóban lassúbb, nehezebb felfogású vagy. Ezen is segítened kell azonban gyakorlással, s nem szabad elnézned magadnak ezt a mentségedet, vagy éppen tetszelegned benne.”

### Társuralkodó

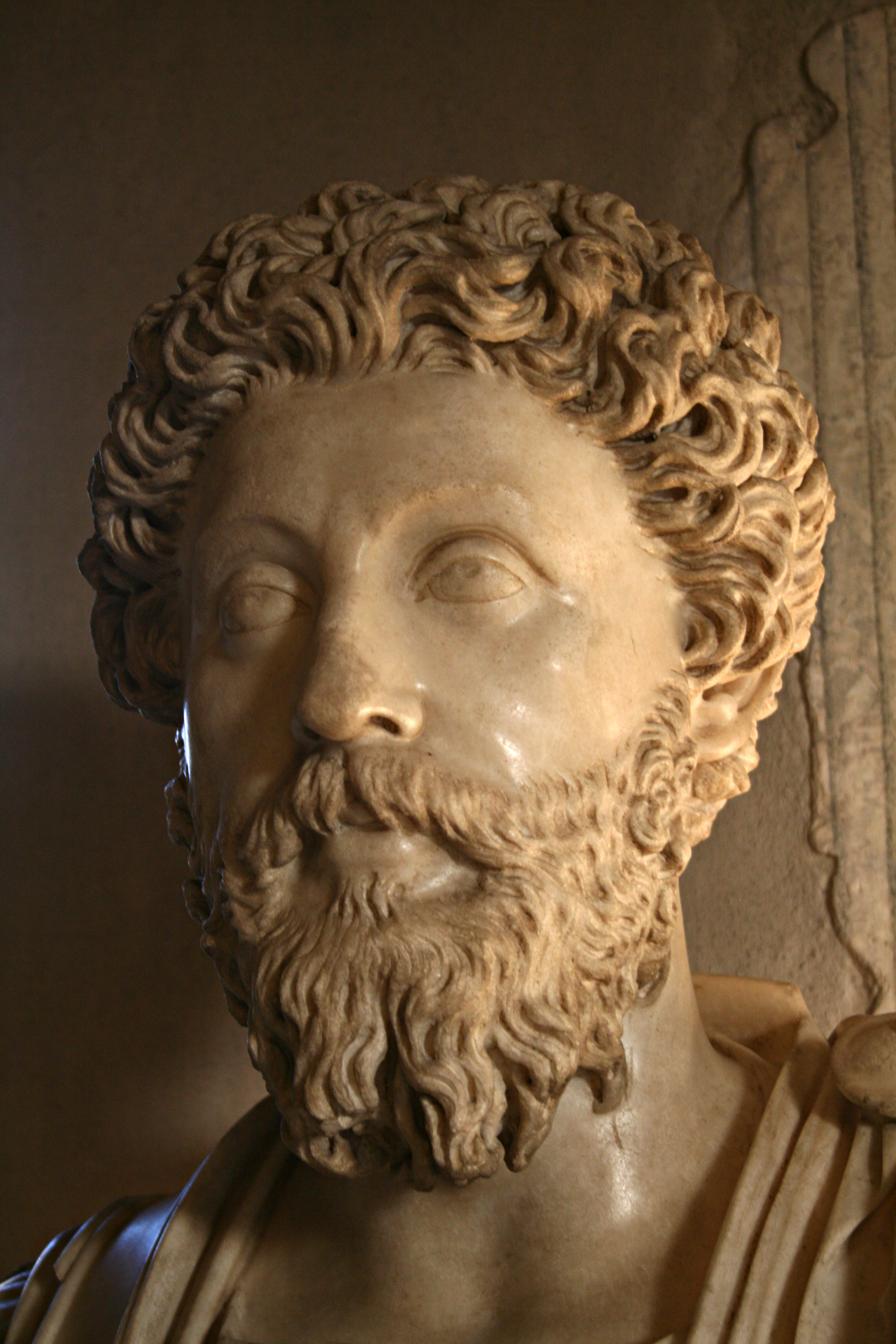
Marcus Aurelius mellszobra, Capitolium Múzeumok, Róma

Amikor Antoninus Pius meghalt (161. március 7.), zökkenőmentesen és osztatlan támogatással vette át a hatalmat, úgy, hogy Lucius Verus lett a társuralkodója. Sokat tettek a Rómában kitört éhínség enyhítésére, lecsendesítették a Germania Inferior és Britannia provinciákban kitört lázadásokat.
A közös uralkodást többek között a katonai igények is indokolták, mivel uralkodásának egész időtartama alatt a Birodalom háborúkat viselt különböző külső ellenségekkel. A csapatok irányítását nagy tekintélyű személyre kellett bíznia, hiszen a császár egymaga egyidejűleg nem vezethette a germánok és a Pártus Birodalom támadásai elleni harcokat. Tábornokot sem nevezhetett ki a római légiók vezényletére; a korábbi népszerű katonai vezetők, mint például Julius Caesar vagy Vespasianus arra használták a katonaságot, hogy megdöntsék a fennálló hatalmat és magukat választassák meg császárnak. Ő úgy oldotta meg a problémát, hogy Verust elküldte a keleti légiók élére. Verus elég tekintélyes volt ahhoz, hogy biztosítsa a csapatok lojalitását, ugyanakkor elég hatalmas volt ahhoz, hogy keveset nyerjen az ő megdöntésével, az egyedüli, az önálló császári hatalommal. A terve bevált; Verus hűséges társa maradt a pártus-hadjárat után bekövetkezett haláláig.

A társcsászárság emlékeztetett a római köztársaság politikai berendezkedésére, amely nem engedte meg, hogy egyetlen személy birtokolja a legfőbb hatalmat.

### Háborúi
Uralkodása szakadatlan háborúkkal telt el. A támadó pártusok elleni hadjáratokat (161–166) tábornokai vitték sikerre. A keletről hazatérő sereg azonban pestist hurcolt magával, amely fertőzésével szörnyű pusztítást végzett az egész Birodalomban. Eközben a Dunán átözönlő germán törzsek feldúlták az észak-itáliai Opitergiumot. Megostromolták Aquileiát, és városáig nyomultak előre, ahonnan csak súlyos harcok árán sikerült őket visszaverni. Győzelmét Rómában emlékoszlopon örökítették meg. Lucius Verus halálát (169) követően egyedüli uralkodóként fogott hozzá Pannonia védelmi problémájának megoldásához.
A hadi költségek fedezésére elárvereztette a császári kincstárat és gondosan készülve indult Pannoniába. A harcok nagy kiterjedésű frontszakaszon és több, egymástól távol eső helyen folytak. Előbb a markomannok és kvádok, egy évre rá pedig a szarmaták, jazigok ellen győzött (170–174; 175).
Ellenségeit a Birodalom érdekeinek megfelelő békére kényszerítette. Az esetleges újabb támadások ellen katonasággal erősítette meg a határon épített védelmi rendszer (limes) táborait. A térség tartós rendjét úgy is biztosítani remélte, hogy a határtartományokba idegeneket telepített. A telepeseknek olyan jogokat adott, amelyek alapján azok colonusok lettek. Ezzel hozzájárult a dunai provinciák gazdasági megerősödéséhez, városaik fejlődéséhez. Tervezte, hogy a Dunától, Pannonia és Noricum provinciáktól északra (a mai Nyugat-Szlovákia a morva területekkel) és keletre, Pannóniától Dacia provinciáig (a Duna–Tisza köze és a Tiszántúl egy része) új provinciákat létesít (Markomannia, Sarmatia). Elképzelésében azonban megakadályozta az, hogy Avidius Cassius, szíriai helytartó – a pártus háborúban jeleskedő egyik vezére, majd az egyiptomi pásztorok agrárjellegű felkelésének leverője (172) – fellázadt Róma ellen és a betegségeivel küszködő császár halálát feltételezve, 175-ben magát császárrá kiáltatta ki. A keleti – egyiptomi, szíriai és palesztínai – tartományokban kialakult állapotok miatt Marcus Aurelius elhagyta a pannóniai hadszínteret, terve realizálását fel kellett függesztenie. Római felépülése alatt, a „pártütés” tizenhatodik hetében egy centurio megölte a császár felesége által felbátorított Cassius-t, még a császári légiók megérkezése előtt. Ezt követően, július végén Egyiptom politikai vezetése ismét hűségesküt tett Rómának. A császár feleségének 175 telén bekövetkezett halála Kappadókiában máig nem tisztázott. A 166-ban Caesar-rá emelt fiát 176 novemberében Imperator-rá, társuralkodójává tette,, majd hét hónappal később fiát már Augustus-ként nevezik meg. Az ismételt germán betörések miatt a hadműveletek vezetése a Dunához szólították (177). Carnuntumnál újra megverte a kvádokat (178), de a terület teljes pacifikálását ezúttal sem sikerült befejeznie. Váratlan halála miatt szándéka – a Birodalom határvidékei tartós békéjének biztosítása – soha sem valósult meg.

### Viszonya a keresztényekhez
Uralkodása első időszakában a keresztények békében élhettek, számuk egyre nőtt. Környezete azonban a háborúkért, az éhínségért és a pestisért a keresztényeket tette felelőssé, ezért elindította a 4. keresztényüldözést (176), amely a birodalom egészére kiterjedt. A rangosabbakat száműzték, a többieket kivégezték. Rómában Justinianus vértanú (100–165), Lugdunum Sequanorumban (ma Lyon) 48 keresztény (177), Pergamonban Karposz, Papülosz és Agathoniké lett az üldözés áldozata (161 és 169 között a későbbi történetírók szerint). Nincsenek biztos, megbízható adatok a császársága idején történt üldöztetés pontos helyeiről, illetve az áldozatok számáról.
Az, hogy maga a császár milyen mértékben irányította a keresztényüldözéseket vagy mennyire tudott ezekről az üldöztetésekről, nem világos, és a történészek ezen sokat vitatkoznak.

### Kapcsolata Kínával
Egy kínai történeti munka említést tesz a Kínai Birodalomba küldött első római követekről, akik egy császár megbízásából mentek oda. Érkezésük dátuma (166) alapján valószínűsíthető, hogy ez a római császár talán Marcus Aurelius lehetett. A küldöttség délről érkezett – valószínűleg tengeri úton –, és orrszarvútülköt, elefántcsontot, teknőspáncélt vitt ajándékba magával. Amikor a küldöttség megérkezett Luoyang kínai fővárosba, fogadta őket Huan császár. – A római forrásokban semmilyen feljegyzés nem erősíti meg az említett császári küldöttség létét, ezért lehetséges, hogy a „követek” kereskedők voltak, akik Aureliustól függetlenül indultak útnak, s jutottak el Kínába.

### Halála
A markomannok és kvádok ellen indított második hadjárata végén, talán pestisben halt meg Vindobona (a mai Bécs) vagy Sirmium városában (180. március 17.). Hamvait hazavitték Rómába és azokat Hadrianus mauzóleumába (a mai Angyalvár) temették el.
Hajlamai ellenére sok háborút kellett viselnie, különösen kormányzása elején gondoskodott népei jólétéről, részint jó törvények, részint a törvényszékek szaporítása által; maga is részt vett a szenátus ülésein, amelyet nagyra becsült, s jelentékenyebb hatáskörrel ruházott föl, mint elődei. Gyűlölte a tékozlást, igen takarékosan élt.

### Utóda és öröksége
Lelkiismeretes, önzetlen, alkotmánytisztelő uralkodó volt.
Nem rajta múlott, hogy uralkodása végére a pestis és a súlyos háborúk következtében a birodalom erőforrásai kimerülőben voltak.
Az utódlást sikerült ugyan fia, Marcus Aurelius Commodus Antoninus számára biztosítania, akit még életében társuralkodójává választott (177), a választás azonban elég balszerencsés volt, mert Commodus sem a politikában, sem a hadviselésben nem volt járatos; ezenkívül önző is volt. Sok történész úgy véli, hogy Róma hanyatlása Commodus alatt kezdődött. Ezért gyakran úgy tartják, hogy Aurelius halála volt a Pax Romana vége.

## Elmélkedések

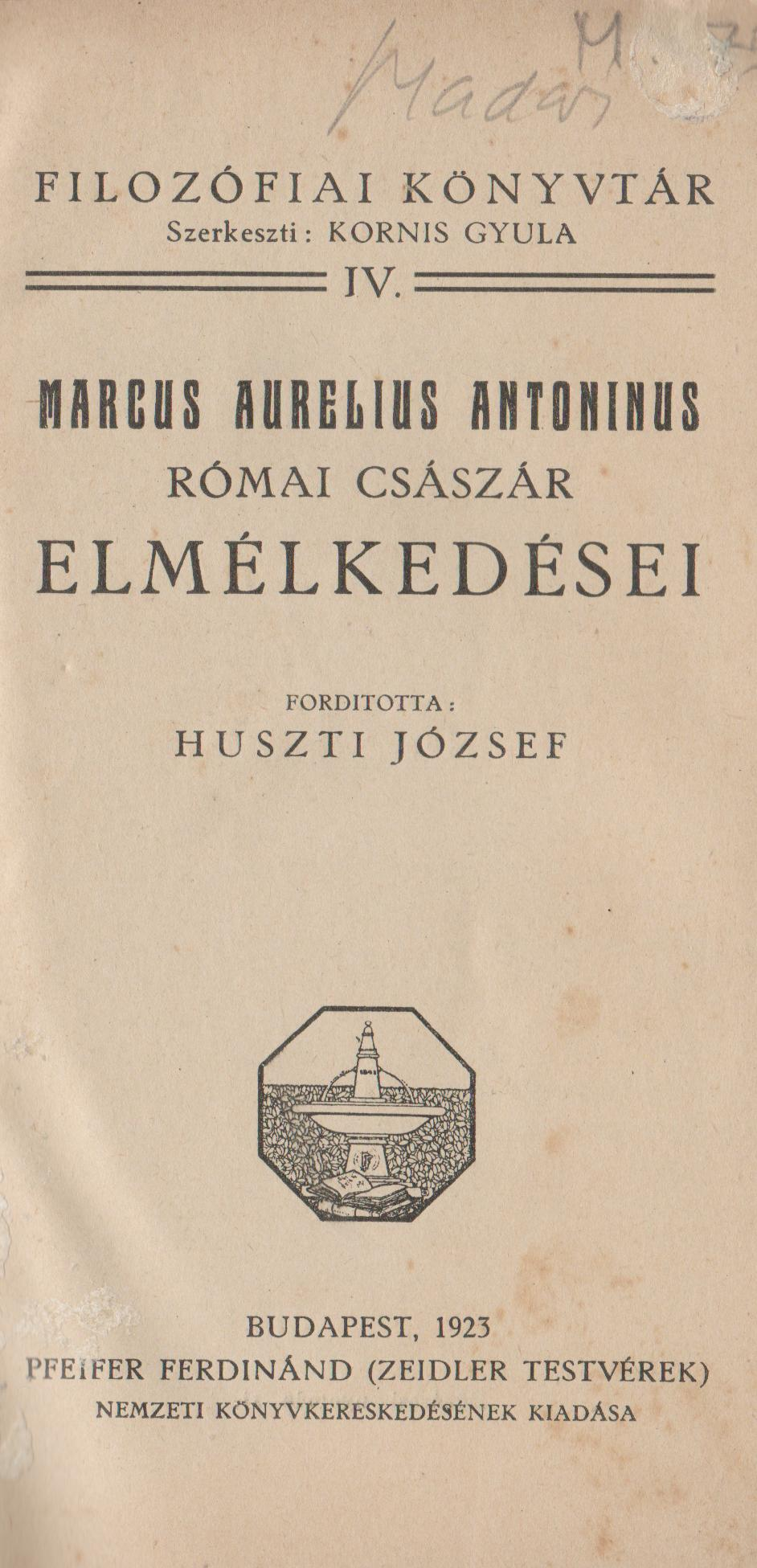
Marcus Aurelius császár Elmélkedéseinek egy 1923-as magyar kiadása

Napjainkban az Elmélkedések  címen  publikált írásai (XII „könyv” – fejezet) a világirodalom legolvasottabb művei közé tartoznak. 
Ez a mű, amelyet magának írt, egyedülálló lehetőséget kínál az olvasóknak, hogy meglássák, hogyan próbálhat meg egy ókori ember (valójában egy császár) sztoikus életet élni, amely szerint azok a dolgok, amelyekkel rendesen elfoglaljuk magunkat, mind közömbösek a boldogságunk szempontjából (mert életünket nem az teszi jóvá vagy rosszá, ha megvan vagy hiányzik). A nehézségek, amelyekkel Marcus szembesül a sztoicizmus gyakorlatba való átültetésével, filozófiai és gyakorlati jellegűek is, és erőfeszítéseinek megértése növeli a sztoicizmus filozófiai értékelését.
A tudósok ma már általában egyetértenek abban (Brunt  nyomán), hogy a császár saját erkölcsi fejlődése érdekében írta ezt a művet, hogy emlékeztesse magát és konkretizálja azokat a sztoikus tanokat, amelyek szerint élni akart; hogy a világot a Gondviselés irányítja; hogy a boldogság az erényben rejlik, amely teljesen az ember saját hatalmában van; és például hogy az ember ne haragudjon a társaira, hanem tekintse őket testvéreknek, ugyanazon istenség utódainak.
A koiné görögül írt  elmélkedések egy része akkor készült, amikor a pannoniai hadjáraton Aquincumban tartózkodott, ahogy a feljegyzésekből kiderül, mert az első könyvet akkor írta, amikor a mai Szlovákia területén élő kvádok ellen hadjáratot vezetett. Míg a második könyvet Carnuntumban, a mai Bécs környékén írta.
Aforisztikus naplójegyzetekben gondolkodása a sztoicizmus és a neoplatonizmus filozófiája szellemiségét tükrözi. Platonizáló sztoicista. Erkölcsiségét a szolgálat és kötelességteljesítés határozta meg, ezért is különösen értékes, tanító tartalmakat fogalmazott meg minden korszak fiataljainak.
„A mű fennmaradt formájának kialakulásáról semmi közelebbit nem tudunk. Marcus említi, hogy fiatal kora óta készített jegyzeteket olvasmányaiból… ezek közül kerülhetett az Elmélkedések-be, ugyanígy a hozzájuk és más olvasmányaihoz esetleg korábban fűzött gondolatai is. A II. és III. könyv felirata megmondja, hogy táborban, a Garam partján, illetve Carnuntumban… a Duna mellett készült… elejtett történeti utalás… a szarmata háborúk éveire mutat. Mindez azonban csak nagyjából határozza meg az Elmélkedések keletkezési idejét. A császár nem művet akart alkotni, csak gondolatait rögzítette alkalmanként a maga számára, semmi nem bizonyítja, hogy ezeket ő rendezte jelenlegi sorrendjükbe, hogy az egyes könyvek anyagát ő állította össze és sorolta egymás után, még kevésbé azt, hogy a gondolatok és a könyvek jelenlegi egymásutánja keletkezésük rendjét mutatja. Egyes részeket… valószínűleg azzal az igénnyel fogalmazta meg, hogy mások is olvassák, de bizonyos, hogy egyiket sem szánta nyilvános közlésre. Írnokai vagy családja révén kerülhettek nyilvánosságra, és eldönthetetlen, volt-e egyáltalán magának a szerzőnek szerepe, és ha igen, mennyi, a könyv jelenlegi formájának kialakításában… Az I. könyv kivételével egyik sem egységes, folyamatos írás, legföljebb kisebb-nagyobb gondolatcsoportok függenek össze szorosabban… A tizenkét könyvre való beosztásról sem biztos, hogy Marcustól, illetve a mű ókori kiadójától származik… a forma… azt tükrözi, hogy olyan feljegyzésekről van szó, amelyeket szerzőjük legalábbis túlnyomórészt kizárólag a maga számára írt…” 

## Ábrázolása a művészetben

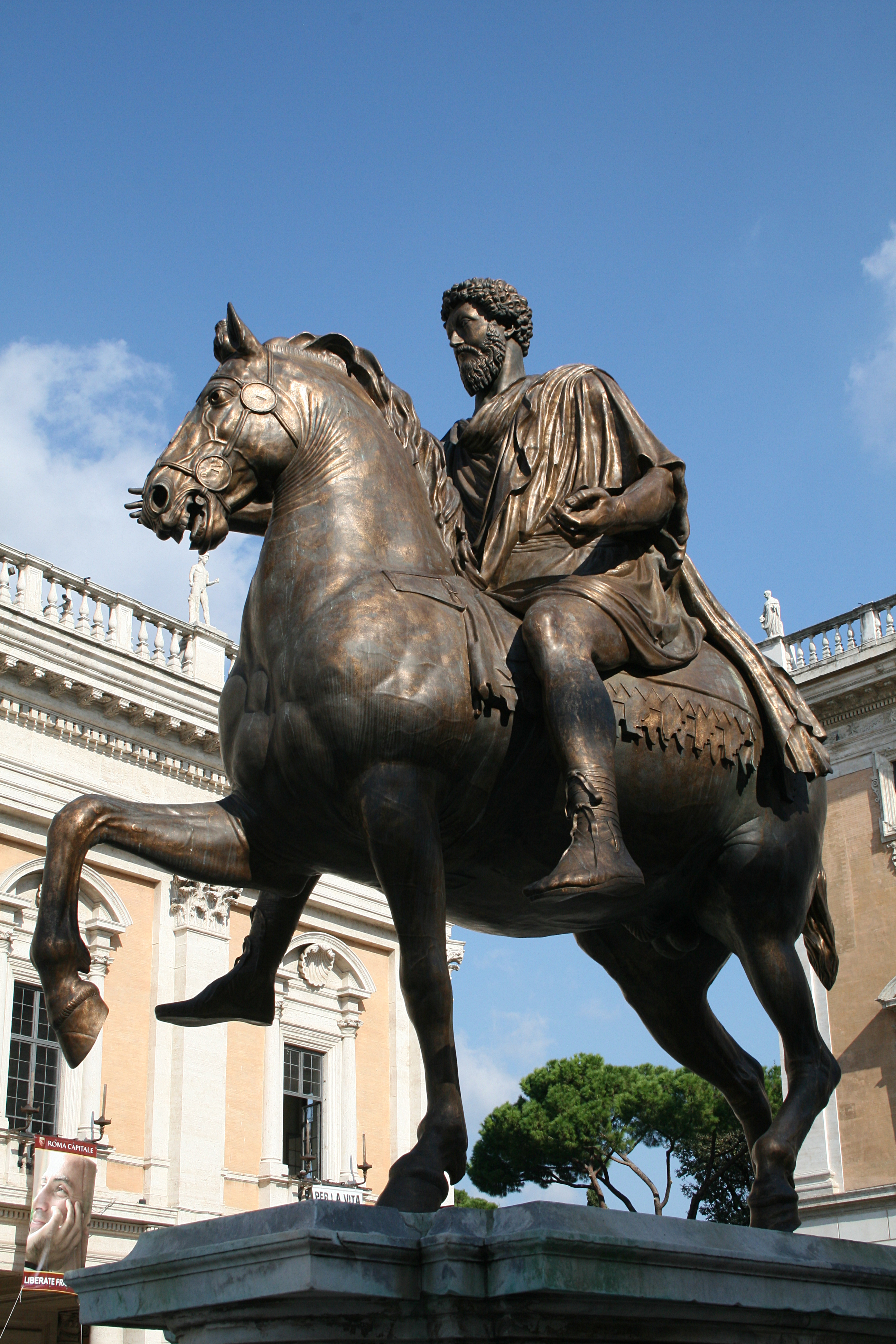
Marcus Aurelius szobra a Capitoliumon

#### Szobrok, érmék
- Marcus Aurelius épségben megmaradt bronz lovasszobrát, amely a középkorban a római lateráni palotában állt, 1538-ban visszahelyezték a Capitoliumra (Piazza del Campidoglio). Noha Róma kereszténnyé válását követően általános gyakorlat volt, hogy a bronzból készült szobrokat beolvasztották új szobrok öntéséhez, ez a szobor egyedüliként fennmaradt. Ennek az volt az oka, hogy az ókor végén / középkor kezdetén tévesen úgy vélték, hogy a szobor az első keresztény uralkodót, I. Konstantint ábrázolja.
- Ez a szobor szerepel az olasz 50 eurocentes érmén, amelyet Roberto Mauri tervezett.
- Marcus Aurelius-oszlop (Colonna di Marco Aurelio): carrarai márványból faragott diadaloszlop a császárnak a markomannok és a szarmaták felett aratott győzelme tiszteletére a római Piazza Colonnán.
- Mellszobrok az antikvitásból: British Múzeum, London; Louvre, Párizs; Glyptothek, München; Capitolium Múzeum és Palazzo Massimo, Róma; Museo Archeologico Nazionale, Nápoly; Museo archeologico nazionale, Athén; Múzeum, Epheszosz; Avenches (Svájc); Metropolitan Múzeum, New York; Baltimore stb.
- Magyarországi szobrok: Ifjú képmása (Marcus Aurelius feltételezett portréja), Szépművészeti Múzeum, Budapest; M. Aurelius (dunaszekcsői) portré, Múzeum Pécs; M. Aurelius mészkőfej, Aquincumi Múzeum, Budapest; Félfej, alatta márványlap a császárnak 173-ban a Pannóniát támadó barbárok felett a diósjenői tó közelében történt győzelme emlékére (a Nógrád vármegyei Diósjenőn, a jenői horgásztó partján – Miskédi György kőfaragó alkotása – felállítás éve: 1989(?)) – Előfordul Szent Flóriánkénti ábrázolás is (Salgótarján – a Tűzoltóság falán lévő dombormű).

#### Versek
- Faludy György: Marcus Aurelius – Versek – Digitális Irodalmi Akadémia, Petőfi Irodalmi Múzeum, Budapest, 2011. – A hozzáférés ideje: 2012. augusztus 24.
- Kosztolányi Dezső: Marcus Aurelius – Számadás – 1935

#### Regények
- Giese, Alexander: Marcus Aurelius: országában idegenként – fordította: Tandori Dezső – Gondolat Kiadó, Budapest, 1979. 351 o. ISBN 963-280-731-6.
- Judith Tarr and Harry Turtledove: Household Gods – Tor, New York, 1999, 508 o.
- Kosztolányi Dezső: Aurelius – Kínai kancsó – 1931 (novella)

#### Filmek
- A Római Birodalom bukása, 1964, rendező: Anthony Mann; Marcus Aurelius szerepében Alec Guinness.
  - M. Aurelius – film – 1
  - M. Aurelius – film – 2
  - M. Aurelius – film – 3
  - M. Aurelius – film – 4
- Gladiátor, 2000, rendező: Ridley Scott; Marcus Aurelius szerepében Richard Harris.

## Művei magyarul
- Marc. Aurel. Antoninus elmélkedései. 12 könyvben; ford. Perlaky Sándor; Trattner-Károlyi Ny., Pest, 1847
- Marcus Aurelius Antonius római császár elmélkedései; ford. Huszti József; Pfeifer, Bp., 1923 (Filozófiai könyvtár)
- Marcus Aurelius vallomásai; vál., ford., bev. Vajda László; Officina, Bp., 1942 (Officina könyvtár)
- Lucius Annaeus Seneca: Óvakodj a haragtól! / Marcus Aurelius: Tanítások könyve; ford. Vágó Gy. Zsuzsanna; Kassák, Szada, 2003 (Bölcsességek kincsestára)
- Lucius Annaeus Seneca: Az emberség nagykönyve / Marcus Aurelius: Teremtő gondolatok; ford., szerk. Vágó Gy. Zsuzsanna; Kassák, Szada, 2007 (Évezredek bölcsessége sorozat)
- Marcus Aurelius elmélkedései. Cassius Dio Cocceianus Marcus-életrajzával; ford. Huszti József, átdolg., jegyz., utószó Steiger Kornél; Atlantisz Könyvkiadó, Budapest, 2016 (A kútnál), ISBN 9789639777392

### Online
- Elmélkedések

### Dokumentumfilmek
- Marcus Aurelius – Edward Gibbon
- Marcus Aurelius diadalünnepe
- Elmélkedések
- Aurelius-lovasszobor
- Aurelius-oszlop

| Elődei: Marcus Ceccius Iustinus (suff) és Caius Iulius Bassus (suff) | Consul 140. január-június collega: Antoninus Pius | Utódai: ? (suff) és ? (suff) |

| Elődei: Marcus Calpurnius Longus (suff) és Decimus Velius Fidus (suff) | Consul 145 collega: Antoninus Pius | Utódai: Lucius Lamia Silvanus (suff) és Lucius Publicola Priscus (suff) |

| Elődei: ? (suff) és ... Novius Sabinianus (suff) | Consul 161 collega: Lucius Verus | Utódai: Marcus Annius Libo (suff) és Quintus Camurius Numisius Iunior (suff) |

| Előző uralkodó: Antoninus Pius | Római császár 161 – 180 | Következő uralkodó: Commodus |